# Coco Téxèdre
Corine Téxèdre, dite "Coco Téxèdre" est une plasticienne française née le 20 août 1953 à Saint-Georges-des-Groseillers, Orne.
Peintre et sculptrice, elle est également connue pour ses livres d'artistes, parmi lesquels des « livres-objets » et notamment des livres uniques, c'est-à-dire tirés en un seul exemplaire. "Elle pense le livre en espace de jeu, d’expérimentation, de laboratoire où foisonnent les livres d’artiste, manuscrits, uniques, imprimés, de bibliophilie, livres objets, livres peints, livres pauvres..."
Elle a collaboré de nombreuses fois avec l'écrivaine et poétesse Suzanne Aurbach. Ensemble elles ont donné naissance à plusieurs livres d'artistes : L’orange Nycthémère, Migraine, Évidences, Archéologies…  "Nous sommes là devant ou dans une œuvre plurielle, archétypale et subversive, d’éros et d’écriture, où Coco Téxèdre adjoint sa question et sa création de femme" a dit Suzanne Aurbach.
Elle travaille régulièrement avec des écrivains comme Daniel Leuwers, Géraldine Jeffroy, Philippe Madral ou encore Laurent Grison. Avec Daniel Leuwers elle a travaillé sur le projet des Livres pauvres, ce qui lui a permis d'accompagner de nombreux poètes comme Henri Meschonnic, Michel Butor, ou Dominique Sampiero….
Elle a participé à plusieurs expositions, tant collectives que personnelles, dans sa région d'origine, le Centre-Val de Loire, à Paris (galerie Mireille Batut d'Haussy et Bibliothèque historique de la ville de Paris) et en Belgique. Dans ses expositions, outre ses livres d'artistes, elle a proposé des installations. La dernière en date a eu lieu pendant l'été 2007 à la Bibliothèque municipale de Tours.
Plusieurs de ses productions ont été acquises par des bibliothèques qui disposent d'un fonds de livres d'artistes, notamment Issoudun, Angers, Blois, Joué-lès-Tours, Orléans, Chartres, Le Mans, Tours, Toulouse, Nice ou  Strasbourg, Mac Val, Bibliothèque Kandinsky, BCU Lausanne... Le conseil général de l'Orne lui a passé récemment une commande artistique.
Coco Téxèdre a également publié un livre sur l'éducation artistique à l'école : 
- Arts visuels et jeux d'écriture, Scéren/CRDP Poitou-Charentes, Poitiers, 2004, p. 61  (ISBN 2-86632-553-2)